# Euroligue de basket-ball 2008-2009
Navigation
Édition précédente Édition suivante
L’Euroligue 2008-2009 est la 52e édition de l’Euroligue masculine, compétition qui rassemble les meilleurs clubs de basket-ball du continent européen. L’édition 2008-2009 met aux prises 24 équipes. Berlin est la ville hôte du Final Four.

## Équipes participantes
24 équipes participent à la compétition. Parmi celles-ci, 19 étaient déjà présentes lors de l'édition 2007-2008. Deux clubs, Alba Berlin et Joventut Baldalona, reviennent après une absence alors que trois équipes font leurs débuts dans l'Euroligue : le SLUC Nancy, Air Avellino et Panionos. Le club espagnol de Joventut Badalona est qualifié en tant que vainqueur de la Coupe ULEB 2007-2008.
| - Cibona Zagreb - FC Barcelone - Joventut Badalona - Real Madrid - Tau Vitoria - Unicaja Málaga - Le Mans Sarthe Basket - SLUC Nancy | - Alba Berlin - Olympiakós Le Pirée - Panathinaïkos - Panionios - Maccabi Tel-Aviv - Air Avellino - Montepaschi Sienne - Armani Jeans Milano | - Lottomatica Rome - Žalgiris Kaunas - Prokom Trefl Sopot - CSKA Moscou - Olimpija Ljubljana - Partizan Belgrade - EP İstanbul - Fenerbahçe Ülkerspor |

## Format de la compétition
Le premier tour, ou phase régulière, se déroule sous la forme de quatre groupes de six équipes, au lieu de trois fois huit les années précédentes. Ce premier tour, où chacune des équipes rencontre l'ensemble des équipes du même groupe sous la forme de rencontres aller-retour, permet de déterminer 16 équipes destinées à participer au Top 16.
Le Top 16 se compose comme les années précédentes de quatre groupes de 4 équipes, toujours sous la forme d'un championnat. Les deux premiers de chaque groupe sont qualifiés pour la phase de play-off.
Les quarts de finale se déroulent sous la forme de séries dont le vainqueur est déterminé au meilleur de cinq rencontres. Les vainqueurs de ces rencontres disputent le Final Four, qui se déroule à Berlin.

## Premier tour
Le tirage au sort de la phase régulière se déroule le 8 juillet 2008 à Berlin.

### Groupe A
| Rang | Équipe                   | Pts | J  | G | P | Pp  | Pc  | Diff |  | Résultats (dom.\ext.) |       |       |       |       |       |       |
| ---- | ------------------------ | --- | -- | - | - | --- | --- | ---- |  | --------------------- | ----- | ----- | ----- | ----- | ----- | ----- |
| 1    | Unicaja Málaga           | 18  | 10 | 8 | 2 | 771 | 698 | 73   |  | Unicaja Málaga        |       | 60-56 | 92-69 | 77-67 | 72-68 | 84-79 |
| 2    | Olympiakós Le Pirée (+6) | 16  | 10 | 6 | 4 | 815 | 748 | 67   |  | Olympiakós Le Pirée   | 83-72 |       | 84-65 | 93-64 | 91-66 | 68-78 |
| 3    | Maccabi Tel-Aviv (-6)    | 16  | 10 | 6 | 4 | 815 | 811 | 4    |  | Maccabi Tel-Aviv      | 73-80 | 96-83 |       | 88-83 | 90-83 | 82-80 |
| 4    | Cibona Zagreb            | 15  | 10 | 5 | 5 | 760 | 772 | -12  |  | Cibona Zagreb         | 76-77 | 85-76 | 81-79 |       | 82-79 | 89-70 |
| 5    | Air Avellino             | 13  | 10 | 3 | 7 | 754 | 814 | -60  |  | Air Avellino          | 72-70 | 69-83 | 72-86 | 79-75 |       | 78-73 |
| 6    | Le Mans Sarthe Basket    | 12  | 10 | 2 | 8 | 747 | 819 | -72  |  | Le Mans Sarthe Basket | 55-87 | 93-98 | 73-87 | 54-58 | 92-88 |       |

### Groupe B
| Rang | Équipe                   | Pts | J  | G | P | Pp  | Pc  | Diff |  | Résultats (dom.\ext.) |       |        |       |       |        |        |
| ---- | ------------------------ | --- | -- | - | - | --- | --- | ---- |  | --------------------- | ----- | ------ | ----- | ----- | ------ | ------ |
| 1    | FC Barcelone             | 19  | 10 | 9 | 1 | 813 | 650 | 163  |  | FC Barcelone          |       | 87-61  | 90-66 | 74-62 | 90-68  | 91-68  |
| 2    | Montepaschi Sienne       | 18  | 10 | 8 | 2 | 835 | 750 | 85   |  | Montepaschi Sienne    | 71-61 |        | 82-77 | 80-71 | 100-93 | 86-63  |
| 3    | Panathinaïkos            | 17  | 10 | 7 | 3 | 763 | 707 | 56   |  | Panathinaïkos         | 76-87 | 81-76  |       | 75-53 | 78-51  | 83-69  |
| 4    | Prokom Trefl Sopot (+15) | 12  | 10 | 2 | 8 | 675 | 734 | -59  |  | Prokom Trefl Sopot    | 64-76 | 71-83  | 60-67 |       | 65-60  | 91-62  |
| 5    | Žalgiris Kaunas (+12)    | 12  | 10 | 2 | 8 | 716 | 812 | -96  |  | Žalgiris Kaunas       | 60-75 | 67-93  | 69-80 | 79-68 |        | 105-94 |
| 6    | SLUC Nancy (-27)         | 12  | 10 | 2 | 8 | 706 | 855 | -149 |  | SLUC Nancy            | 54-82 | 79-103 | 70-80 | 78-70 | 69-64  |        |

### Groupe C
| Rang | Équipe                    | Pts | J  | G | P | Pp  | Pc  | Diff |  | Résultats (dom.\ext.) |         |       |       |        |       |        |
| ---- | ------------------------- | --- | -- | - | - | --- | --- | ---- |  | --------------------- | ------- | ----- | ----- | ------ | ----- | ------ |
| 1    | Tau Vitoria               | 18  | 10 | 8 | 2 | 916 | 808 | 108  |  | Tau Vitoria           |         | 90-93 | 80-70 | 106-65 | 91-83 | 101-65 |
| 2    | Lottomatica Rome (+5)     | 16  | 10 | 6 | 4 | 814 | 786 | 28   |  | Lottomatica Rome      | 96-103  |       | 76-67 | 70-64  | 85-71 | 74-69  |
| 3    | Fenerbahçe Ülkerspor (-5) | 16  | 10 | 6 | 4 | 779 | 755 | 24   |  | Fenerbahçe Ülkerspor  | 69-81   | 90-86 |       | 82-73  | 89-63 | 89-87  |
| 4    | Alba Berlin (+6)          | 14  | 10 | 4 | 6 | 691 | 748 | -57  |  | Alba Berlin           | 68-73   | 68-63 | 72-63 |        | 74-72 | 59-67  |
| 5    | Joventut Badalona (-6)    | 14  | 10 | 4 | 6 | 800 | 810 | -10  |  | Joventut Badalona     | 105-100 | 97-93 | 67-70 | 75-79  |       | 81-64  |
| 6    | Olimpija Ljubljana        | 10  | 10 | 2 | 8 | 725 | 818 | -93  |  | Olimpija Ljubljana    | 90-91   | 67-78 | 70-90 | 77-69  | 65-86 |        |

### Groupe D
| Rang | Équipe                   | Pts | J  | G | P | Pp  | Pc  | Diff |  | Résultats (dom.\ext.) |       |       |       |       |       |       |
| ---- | ------------------------ | --- | -- | - | - | --- | --- | ---- |  | --------------------- | ----- | ----- | ----- | ----- | ----- | ----- |
| 1    | CSKA Moscou              | 17  | 10 | 7 | 3 | 774 | 644 | 130  |  | CSKA Moscou           |       | 78-82 | 90-64 | 63-66 | 90-68 | 93-61 |
| 2    | Real Madrid              | 16  | 10 | 6 | 4 | 740 | 707 | 33   |  | Real Madrid           | 54-58 |       | 70-69 | 68-67 | 80-69 | 87-66 |
| 3    | Armani Jeans Milano (+9) | 15  | 10 | 5 | 5 | 734 | 745 | -11  |  | Armani Jeans Milano   | 80-79 | 70-61 |       | 73-59 | 71-81 | 77-73 |
| 4    | Partizan Belgrade (-9)   | 15  | 10 | 5 | 5 | 706 | 687 | 19   |  | Partizan Belgrade     | 62-63 | 81-77 | 81-76 |       | 83-77 | 80-57 |
| 5    | EP İstanbul              | 14  | 10 | 4 | 4 | 713 | 762 | -49  |  | EP İstanbul           | 55-74 | 81-95 | 74-67 | 61-60 |       | 69-78 |
| 6    | Panionios                | 13  | 10 | 3 | 7 | 668 | 790 | -122 |  | Panionios             | 52-86 | 68-66 | 77-87 | 72-67 | 64-78 |       |

## Top 16
Dans la deuxième phase de l'Euroligue, les seize équipes restant en compétition sont réparties en quatre groupes de quatre. Les deux premiers de chaque groupe se qualifient pour le tour suivant.
Le tirage au sort a eu lieu le 19 janvier 2009 à Barcelone : Pour celui-ci, les seize équipes qualifiées ont été placées dans quatre chapeaux en fonction de leur classement lors du premier tour. De plus, les règles suivantes sont appliquées : deux équipes d'un même groupe du premier tour ne peuvent figurer dans le même groupe et un maximum de deux équipes issues d'un même pays peut figurer dans le même groupe.

### Groupe E
| Rang | Équipe              | Pts | J | G | P | Pp  | Pc  | Diff |  | Résultats (dom.\ext.) |        |       |        |       |
| ---- | ------------------- | --- | - | - | - | --- | --- | ---- |  | --------------------- | ------ | ----- | ------ | ----- |
| 1    | Olympiakós Le Pirée | 11  | 6 | 5 | 1 | 496 | 446 | 50   |  | TAU Cerámica          |        | 80-88 | 108-90 | 99-77 |
| 2    | TAU Cerámica        | 10  | 6 | 4 | 2 | 556 | 474 | 82   |  | Olympiakós Le Pirée   | 73-70  |       | 84-81  | 84-71 |
| 3    | Olimpia Milan       | 8   | 6 | 2 | 4 | 455 | 529 | -74  |  | Olimpia Milan         | 74-107 | 76-74 |        | 72-96 |
| 4    | Prokom Trefl Sopot  | 7   | 6 | 1 | 5 | 444 | 502 | -58  |  | Prokom Trefl Sopot    | 72-92  | 68-93 | 60-62  |       |

### Groupe F
| Rang | Équipe           | Pts | J | G | P | Pp  | Pc  | Diff |  | Résultats (dom.\ext.) |       |       |       |       |
| ---- | ---------------- | --- | - | - | - | --- | --- | ---- |  | --------------------- | ----- | ----- | ----- | ----- |
| 1    | FC Barcelone     | 11  | 6 | 5 | 1 | 508 | 429 | 79   |  | FC Barcelone          |       | 90-79 | 85-65 | 85-69 |
| 2    | Real Madrid      | 11  | 6 | 5 | 1 | 505 | 487 | 18   |  | Real Madrid           | 85-83 |       | 98-79 | 83-82 |
| 3    | Maccabi Tel-Aviv | 8   | 6 | 2 | 4 | 459 | 481 | -22  |  | Maccabi Tel-Aviv      | 74-90 | 69-73 |       | 96-65 |
| 4    | ALBA Berlin      | 6   | 6 | 0 | 6 | 427 | 502 | -75  |  | ALBA Berlin           | 57-75 | 84-87 | 70-76 |       |

### Groupe G
| Rang | Équipe            | Pts | J | G | P | Pp  | Pc  | Diff |  | Résultats (dom.\ext.) |        |       |       |       |
| ---- | ----------------- | --- | - | - | - | --- | --- | ---- |  | --------------------- | ------ | ----- | ----- | ----- |
| 1    | Panathinaïkos     | 11  | 6 | 5 | 1 | 503 | 428 | 75   |  | Unicaja Málaga        |        | 99-64 | 69-81 | 74-78 |
| 3    | Partizan Belgrade | 10  | 6 | 4 | 2 | 420 | 434 | -14  |  | Lottomatica Rome      | 75-88  |       | 71-90 | 88-72 |
| 2    | Unicaja Málaga    | 8   | 6 | 2 | 4 | 484 | 461 | 23   |  | Panathinaïkos         | 103-95 | 92-67 |       | 81-63 |
| 4    | Lottomatica Rome  | 7   | 6 | 1 | 5 | 441 | 525 | -84  |  | Partizan Belgrade     | 60-59  | 84-76 | 63-56 |       |

### Groupe H
| Rang | Équipe               | Pts | J | G | P | Pp  | Pc  | Diff |  | Résultats (dom.\ext.) |       |       |       |         |
| ---- | -------------------- | --- | - | - | - | --- | --- | ---- |  | --------------------- | ----- | ----- | ----- | ------- |
| 1    | CSKA Moscou          | 11  | 6 | 5 | 1 | 454 | 377 | 77   |  | CSKA Moscou           |       | 95-71 | 77-60 | 87-61   |
| 2    | Montepaschi Sienne   | 10  | 6 | 4 | 2 | 472 | 456 | 16   |  | Montepaschi Sienne    | 74-56 |       | 87-79 | 86-70   |
| 3    | Cibona Zagreb        | 8   | 6 | 2 | 4 | 423 | 456 | -33  |  | Fenerbahçe Ülkerspor  | 48-66 | 68-73 |       | 64 - 86 |
| 4    | Fenerbahçe Ülkerspor | 7   | 6 | 1 | 5 | 384 | 444 | -60  |  | Cibona Zagreb         | 63-73 | 88-81 | 55-65 |         |

## Quarts de finale
Les deux premières rencontres se disputent sur le terrain du premier nommé. La troisième, et quatrième si nécessaire, se déroule ensuite chez son adversaire. si une cinquième rencontre est nécessaire, elle se dispute de nouveau sur le terrain du premier nommé.
| Équipe              | Total | Équipe             | 1re manche | 2e manche | 3e manche | 4e manche* | 5e manche* |
| ------------------- | ----- | ------------------ | ---------- | --------- | --------- | ---------- | ---------- |
| Olympiakós Le Pirée | 3 - 1 | Real Madrid        | 88 - 79    | 79 - 73   | 63 - 71   | 78 - 75    | -          |
| FC Barcelone        | 3 - 2 | TAU Vitoria        | 75 - 84    | 85 - 62   | 62 - 69   | 84 - 63    | 78 - 62    |
| Panathinaïkos       | 3 - 1 | Montepaschi Sienne | 90 - 85    | 79 - 84   | 72 - 53   | 91 - 84    | -          |
| CSKA Moscou         | 3 - 0 | Partizan Belgrade  | 56 - 47    | 77 - 50   | 67 - 56   | -          | -          |

* si nécessaire

## Final Four
Le Final Four se déroule dans l'O2 World, salle de Berlin d'une capacité de 15 000 personnes dans sa configuration basket-ball.
|  | Demi-finales        | Demi-finales     |               |    | Finale         | Finale         |
|  | Demi-finales        | Demi-finales     |               |    | Finale         | Finale         |
|  |                     |                  |               |    |                |                |
|  | 1er mai, 18 h 00    | 1er mai, 18 h 00 |               |    | 3 mai, 20 h 00 | 3 mai, 20 h 00 |
|  | 1er mai, 18 h 00    | 1er mai, 18 h 00 |               |    | 3 mai, 20 h 00 | 3 mai, 20 h 00 |
|  | Olympiakós Le Pirée | 82               |               |    | 3 mai, 20 h 00 | 3 mai, 20 h 00 |
|  | Olympiakós Le Pirée | 82               |               |    | 3 mai, 20 h 00 | 3 mai, 20 h 00 |
|  | Panathinaïkos       | 84               |               |    | 3 mai, 20 h 00 | 3 mai, 20 h 00 |
|  | Panathinaïkos       | 84               | Panathinaïkos | 73 |                |                |
|  | 1er mai, 21 h 00    |                  | Panathinaïkos | 73 |                |                |
|  |                     | CSKA Moscou      | 71            |    |                |                |
|  | FC Barcelone        | CSKA Moscou      | 71            | 78 |                |                |
|  | FC Barcelone        |                  |               | 78 |                |                |
|  | CSKA Moscou         | 82               |               |    |                |                |
|  | CSKA Moscou         | 82               | 3e place      |    |                |                |
|  |                     |                  |               |    |                |                |
|  | 3 mai, 17 h 00      |                  |               |    |                |                |
|  |                     |                  |               |    |                |                |
|  | Olympiakós Le Pirée | 79               |               |    |                |                |
|  | Olympiakós Le Pirée | 79               |               |    |                |                |
|  | FC Barcelone        | 95               |               |    |                |                |
|  | FC Barcelone        | 95               |               |    |                |                |

## Leaders de la saison
| Catégorie                  | Joueur               | Équipe      | Statistiques |
| -------------------------- | -------------------- | ----------- | ------------ |
| Points par match           | Igor Rakočević       | Tau Vitoria | 17,95        |
| Rebonds par match          | Ioannis Bourousis    | Olympiakós  | 7,29         |
| Passes décisives par match | Theódoros Papaloukás | Olympiakós  | 5,24         |

## Récompenses individuelles
- MVP de la saison régulière  Juan Carlos Navarro (FC Barcelone)[4].
- MVP du Final Four :  Vasílios Spanoúlis (Panathinaïkos)[5]
- Meilleur défenseur :  Dimítris Diamantídis (Panathinaïkos)
- Meilleur espoir (Rising Star) :  Novica Veličković (KK Partizan Belgrade)
- Meilleur entraîneur (Alexander Gomelsky Award):  Duško Vujošević (KK Partizan Belgrade)
- Trophée Alphonso Ford de meilleur marqueur :  Igor Rakočević (Tau Vitoria)
- Dirigeant de l'année (Club Executive of the Year) :  Marco Baldi (ALBA Berlin)
- Équipes type de la compétition :

| - All-Euroleague First Team : Terrell McIntyre (Montepaschi Sienne) Juan Carlos Navarro (FC Barcelone) Igor Rakočević (Tau Vitoria) Ioánnis Bouroúsis (Olympiakós) Nikola Peković (Panathinaïkós) | - All-Euroleague Second Team : Theódoros Papaloukás (Olympiakós) Ramūnas Šiškauskas (CSKA Moscou) Vasílios Spanoúlis (Panathinaïkós) Erazem Lorbek (CSKA Moscou) Tiago Splitter (Tau Vitoria) |

- MVP du mois : 
  - Octobre :  Ersan Ilyasova (FC Barcelone)
  - Novembre :  Sani Bečirovič (Lottomatica Rome)
  - Décembre :  Lior Eliyahu (Maccabi Tel-Aviv)
  - Janvier :  Igor Rakočević (Tau Vitoria)
  - Février :  Novica Veličković (KK Partizan Belgrade)
  - Mars :  Erazem Lorbek (CSKA Moscou)
  - Avril :  Erazem Lorbek (CSKA Moscou)

Dimítris Diamantídis est nommé meilleur défenseur de l’Euroligue pour la cinquième saison consécutive. Igor Rakočević remporte son deuxième Trophée Alphonso Ford, le meilleur marqueur par match de la saison d'Euroligue, après celui de 2007.